# Skotousa
Skotousa (in greco Σκοτούσσα?) è un ex comune della Grecia nella periferia della Macedonia Centrale (unità periferica di Serres) con 5.389 abitanti secondo i dati del censimento 2001.
È stato soppresso a seguito della riforma amministrativa, detta Programma Callicrate, in vigore dal gennaio 2011 ed è ora compreso nel comune di Irakleia.